# Том Салта
Том Салта (англ. Tom Salta) — американський композитор, музикант і музичний продюсер. Більшість робіт Тома Салти пов'язано з написанням ігровий музики для комп'ютерних ігор і саундтреків для кінофільмів. Під псевдонімом «Atlas Plug» Салта записав і випустив два музичні альбоми.
Том Салта народився в Норуолку, штат Коннектикут (англ. Norwalk, Connecticut), США. Салта пише в основному електронну і класичну оркестрову музику, використовуючи струнні оркестрові інструменти, напружену перкусію і кінематографічну електроніку. Він записує живі оркестри і хори, а також використовує в своїй роботі синтезатори і програмне забезпечення. Героїчний військовий саундтрек для Tom Clancy's Ghost Recon Advanced Warfighter (Ubisoft, 2006) записаний за участю «Northwest Sinfonia Orchestra», згодом був номінований на MTV Video Music Awards 2006.